# グッバイラブ
『グッバイラブ』は、1990年1月24日に発売された桂銀淑の6枚目のシングルである。発売元は東芝EMI。

## 解説
桂のシングルにしては珍しく、軽やかなポップス調の曲である。

## 収録曲
1. グッバイラブ
  - 作詞: FUMIKO、作曲: 浜圭介、編曲: 川村栄二
2. 冬かもめ
  - 作詞: やしろよう、作曲: 浜圭介、編曲: 桜庭伸幸